# Globale Strategie zum Schutz der Pflanzen
Die Globale Strategie zum Schutz der Pflanzen (Global Strategy for Plant Conservation, GSPC) ist ein Bestandteil der Konvention über die Biologische Vielfalt der Vereinten Nationen. Das Gesamtziel der GSPC ist, den Verlust an pflanzlicher Vielfalt zu stoppen. Mit ihrer Entstehungsgeschichte und ihren konkreten Handlungszielen stellt sie in der internationalen Umwelt- und Naturschutzpolitik einen bemerkenswerten Sonderfall dar.

## Inhalt der GSPC
In fünf Handlungsfeldern werden 16 konkrete, ergebnisorientierte Ziele formuliert. Diese sind orientiert an der 2010-Zielsetzung der Convention on Biological Diversity (CBD, Biodiversitätskonvention) und wollen den Verlust an pflanzlicher biologischer Vielfalt (Biodiversität) auf allen Ebenen verlangsamen. Schutzgut sind daher Gene, Arten bzw. Sippen, Biotopen, Ökosysteme und Biome sowie das damit verbundene Wissen und Kulturgut.

### Handlungsfelder der GSPC
- Pflanzenvielfalt soll erfasst und dokumentiert werden,
- spezifische Erhaltungsziele zum Schutz der Pflanzen werden genannt,
- eine nachhaltigere Nutzung soll erreicht werden,
- die Bildung und Bewusstsein über die Pflanzenvielfalt soll gefördert und
- fachliche Kapazitäten zur Erhaltung derselben geschaffen werden.

### Die 16 Ziele der GSPC
Bis 2020 sollen folgende Schritte und Ziele umgesetzt und erreicht sein:

#### Handlungsfeld Dokumentation
- Ziel 1: Allgemein verfügbare Arbeitsliste aller bekannten Pflanzenarten, als Schritt in Richtung eines vollständigen Florenwerks der Welt
- Ziel 2: Vorläufige Bewertung des Erhaltungszustandes aller bekannten Pflanzenarten auf nationaler, regionaler und internationaler Ebene
- Ziel 3: Entwicklung modellhafter Umsetzungsprotokolle für den Artenschutz bei Pflanzen und deren nachhaltige Nutzung, auf der Grundlage wissenschaftlicher Erkenntnis und praktischer Erfahrung

#### Handlungsfeld Konservation
- Ziel 4: Nachhaltiger Schutz von mindestens 10 % jeder der ökologischen Regionen der Erde
- Ziel 5: Gewährleistung des Schutzes von 50 % der für die Pflanzenvielfalt wichtigsten Gebiete
- Ziel 6: Bewirtschaftung von mindestens 30 % aller Produktionsflächen im Einklang mit der Erhaltung der Pflanzenvielfalt
- Ziel 7: In-situ-Erhaltung von 60 % der weltweit gefährdeten Arten durch Identifizierung und Schutz von Important Plant Areas
- Ziel 8: 75 % der gefährdeten Pflanzenarten in zugänglichen Ex-situ-Sammlungen enthalten, vorzugsweise im Herkunftsland, und 20 % davon in Wiederansiedlungs- und Wiederherstellungsprogramme einbezogen
- Ziel 9: Erhaltung von 70 % der genetischen Vielfalt der Nutzpflanzen und anderer sozio-ökonomisch besonders wertvoller Pflanzenarten, einschließlich des damit verbundenen indigenen und lokalen Wissens
- Ziel 10: Aufstellung von Management-Plänen für mindestens 100 der bedeutendsten gebietsfremden Arten, die Pflanzen, Pflanzengemeinschaften und deren Lebensräume und Ökosysteme gefährden

#### Handlungsfeld Nachhaltige Nutzung
- Ziel 11: Keine wild wachsende Pflanzenart durch internationalen Handel gefährdet
- Ziel 12: 30 % der Produkte auf pflanzlicher Basis stammen aus nachhaltig bewirtschafteten Quellen
- Ziel 13: Anhalten des Rückgangs pflanzlicher Ressourcen, des damit verbundenen indigenen und lokalen Wissens, der Erfindungen und Verfahrensweisen, die den Lebensunterhalt sowie die lokale Nahrungsmittelversorgung und Gesundheitsfürsorge nachhaltig unterstützen

#### Handlungsfeld Bildung
- Ziel 14: Einbindung der Bedeutung der Pflanzenvielfalt und der Notwendigkeit ihrer Erhaltung in die Programme für Kommunikation, Wissensvermittlung und öffentliche Bewusstseinsbildung

#### Handlungsfeld Fachkapazitäten
- Ziel 15: Vermehrte Anzahl ausgebildeter Personen, die mit adäquater Ausstattung im Pflanzen-Artenschutz daran arbeiten, die Ziele der Strategie entsprechend den jeweiligen nationalen Bedürfnissen zu erreichen
- Ziel 16: Einrichtung und Stärkung von Netzwerken für botanischen Naturschutz auf nationaler, regionaler und internationaler Ebene

## Geschichte der GSPC
Die GSPC ist ein erfolgreiches Beispiel für eine Graswurzelbewegung, die es bis in die internationale Politik geschafft hat und nun weltweiter Maßstab für botanischen Naturschutz ist. Seit Entstehung der Natur- und Umweltschutzgedanken konzentrierten sich Maßnahmen und Ziele zumeist auf Tiere und ihren Lebensraum. Dabei besteht eine auffällige Diskrepanz zwischen diesen Naturschutzzielen und der Tatsache, dass Pflanzen die Grundlage der allermeisten Nahrungsnetze darstellen. Biotope, Ökosysteme und Biome werden maßgeblich von ihnen gestaltet und geprägt. In Naturschutz- und Botanikerfachkreisen wurde dies früh erkannt, aber erst recht spät diskutiert.
1999 erwuchs aus Diskussionen während des sechsten Internationalen Botanikkongresses in St. Louis (Missouri, USA) das Ziel: Eine Globale Schutzstrategie für Pflanzen sollte entwickelt werden. Die über 5000 Kongressteilnehmer forderten, die Erhaltung der Pflanzenvielfalt zur globalen Priorität zu erklären. Auf einem Nachfolgetreffen von Spezialisten auf Gran Canaria wurde 1999 die Gran-Canaria-Deklaration verabschiedet.
Diese wurde der 5. UN-Vertragsstaatenkonferenz (COP 5) der Biodiversitätskonvention (CBD) in Nairobi (Kenia) im Mai 2000 zugeführt. Die Gran-Canaria-Deklaration enthält als Anhang bereits wesentliche Elemente einer Globalen Strategie zum Schutz der Pflanzen. Der Beitrag der Gran Canaria Group wurde von der Vertragsstaatenkonferenz begrüßt und die GSPC wurde in den Kontext der sogenannten 2010-Ziele gestellt. Bereits am 19. April 2002 konnte die GSPC von der COP 6 in Den Haag (Niederlande) angenommen werden. Im Beschluss VI/9 beschließt die Vertragsstaatenkonferenz die GSPC als Modellansatz für die Anwendung von ergebnisorientierten Zielen innerhalb der CBD. Ausdrücklich wird beschlossen, eine weitergehende Anwendung einschließlich einer Übertragung auf andere Gruppen von Lebewesen zu überprüfen.
Die Gran Canaria Group veröffentlichte im Jahr 2006 eine zweite Deklaration, in der gesondert auf die Herausforderungen des Klimawandels eingegangen wird (Gran Canaria Declaration on Climate Change and Plant Conservation).

### Umsetzung der GSPC
Die Vertragsstaaten der CBD, zu denen auch die Bundesrepublik Deutschland, Österreich und die Schweiz gehören, haben sich zur Umsetzung der GSPC verpflichtet. Beiträge zum botanischen Naturschutz von staatlichen Stellen, Institutionen, Vereinen und Verbänden sowie Einzelpersonen bekommen so ein verbindendes Element und eine gemeinsame Richtung. Regelmäßige Zwischenberichte des wissenschaftlich-technisch-technologischen Beratergremiums der CBD (SBSTTA) sollen die Vertragsstaatenkonferenz über den Stand der Umsetzung informieren. Deutschland hat 2007 begonnen, den Stand der Umsetzung zu erfassen und diese voranzutreiben. Eine nationale Kontaktstelle (National Focal Point) wurde im Bundesamt für Naturschutz (BfN) eingerichtet. Im Auftrag des BfN werden der bisherige Umsetzungsstand der GSPC und der Handlungsbedarf in Deutschland im Rahmen eines Forschungs- und Entwicklungsprojektes (F+E) ermittelt. Das Projekt wird von den Botanischen Gärten Bonn durchgeführt.